# Peregrinaje de las siete iglesias de Roma

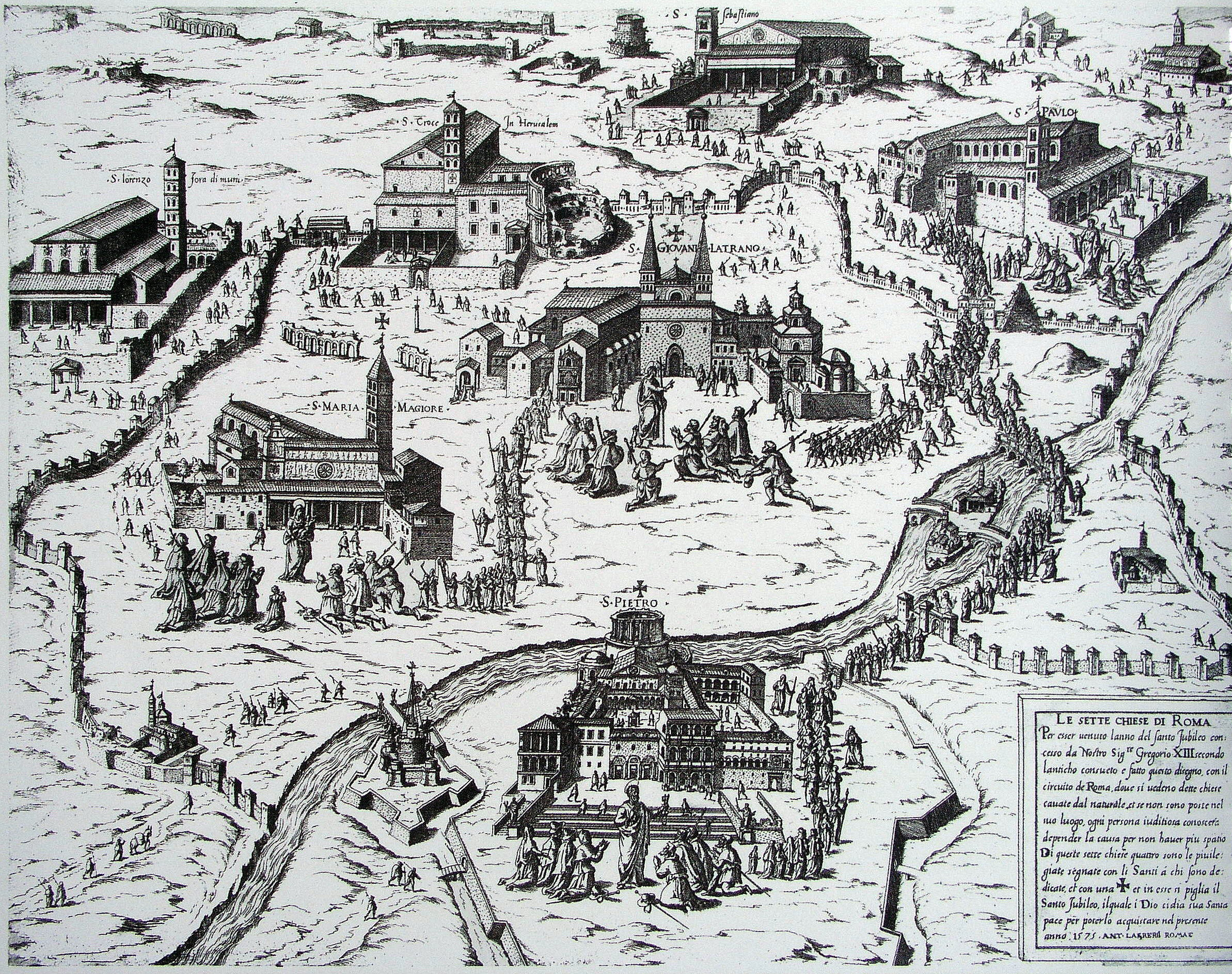
Antoine Lafréry, Le sette chiese di Roma, recogido en el Speculum Romanae magnificentiae de 1575

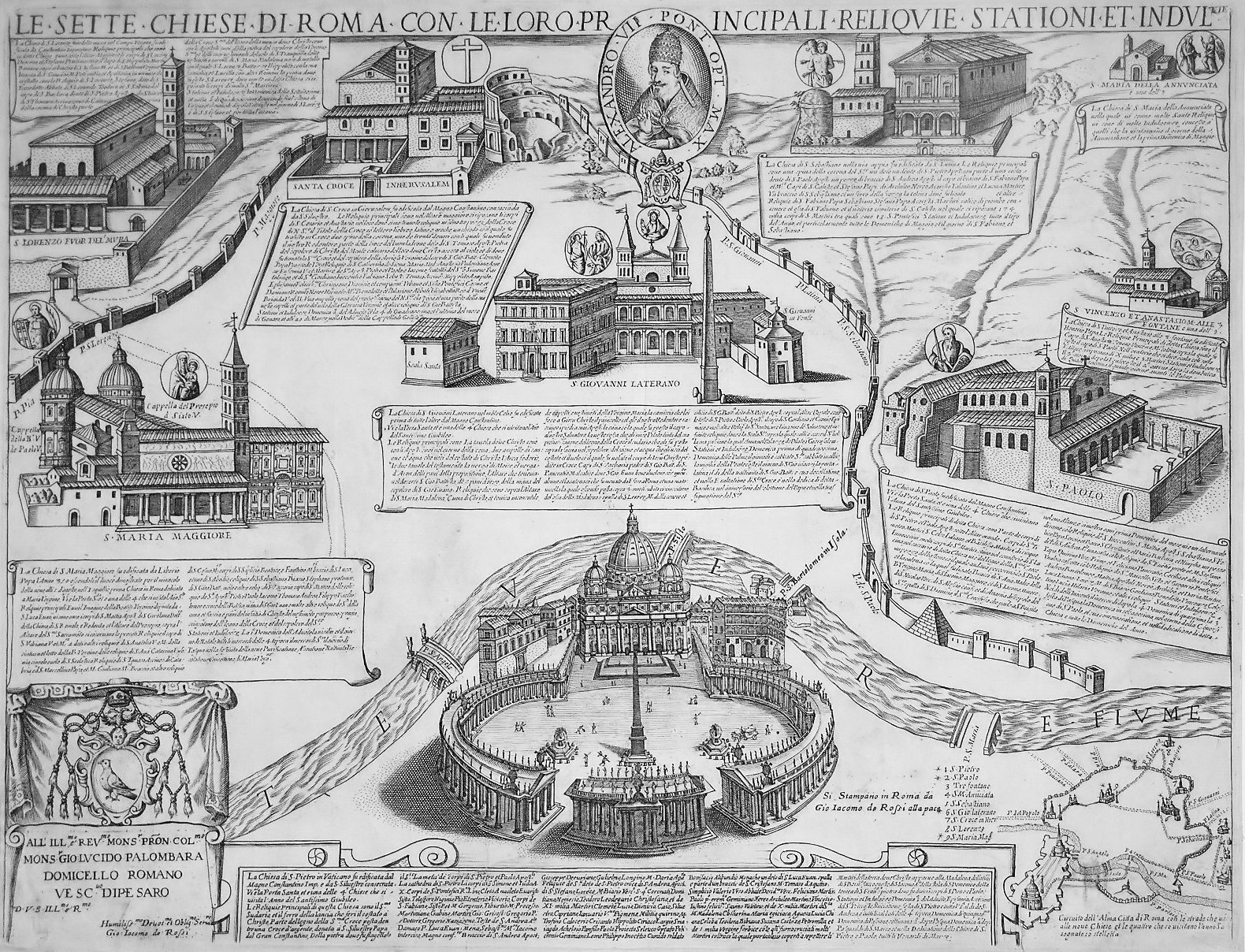
Mapa de Giacomo Lauro y Antonio Tempesta de 1599 que representa las siete iglesias de peregrinación de Roma, con la basílica de San Pedro en primer plano, utilizado para el Año Santo de 1600.

El peregrinaje de las siete iglesias de Roma, también conocido como el tour o giro o ronda de las siete iglesias (en italiano: visita delle Sette Chiese o Giro delle Sette Chiese), es una peregrinación urbana tradicional que se realiza a pie por la ciudad de Roma (Italia) en la que se visitan siete iglesias antiguas y grandes, centros mayores de peregrinación religiosa, para lograr la indulgencia plena. Muchos romeros siguen hoy las huellas de San Felipe Neri, que fue quien informalmente impulsó este tour hacia el año 1540 y que quedó establecido en el año jubilar de 1575. Originariamente se hacía en un único día, y actualmente se lleva a cabo en grupo por la noche dos veces al año, en septiembre y mayo, poco antes de la fiesta de San Felipe Neri, dirigida por un padre de la Congregación del Oratorio de San Felipe Neri. También se considera un acto de devoción típico del Viernes Santo y/o el Sábado Santo, que consiste en entrar en esas siete iglesias diferentes y acercarse a orar cerca del Cristo muerto.
El recorrido tiene una longitud total de 25 km, ya que conecta los santuarios, en su mayoría excéntricos, con el centro antiguo (Foro romano) y medieval (Campo de Marte) de la ciudad. La Via delle Sette Chiese comprende el recorrido entre San Pablo extramuros y San Sebastián. De hecho, las basílicas construidas sobre las tumbas de los apóstoles (Pedro y Pablo) o de los mártires (Sebastián y Lorenzo) estaban por este hecho situadas fuera de las murallas de Roma. El Laterano (San Juan) y el Sessorium (Santa Cruz) eran antiguos dominios imperiales que tocaban la muralla Aureliana. En cuanto a Santa María la Mayor, en el Esquilino, su emplazamiento fue indicado mediante un milagro: una nevada en el mes de agosto.
El número 7 tiene un valor bíblico símbólico fuerte de plenitud y de realización. No sólo son los siete días de la creación del mundo (del libro del Génesis), sino también los siete milagros de Jesús (Evangelio de Juan) y las Siete Palabras de Jesús en la Cruz. También puede hacer referencia a las siete colinas de Roma o las siete maravillas del mundo. Sin embargo, no hay ninguna referencia directa a las "siete iglesias" del libro del Apocalipsis.
En italiano, la expresión «fare il giro delle sette chiese» ("hacer la ronda de las siete iglesias") ha adquirido un valor negativo en el lenguaje común, ya que puede significar perder el tiempo vagando sin rumbo o buscando desesperadamente a alguien que lo escuche.

## La peregrinación a Roma
Roma había sido durante siglos un faro para los viajeros. Como sede del papado y de la curia católica, así como lugar en el que había muchos sitios y reliquias que eran venerados en relación con los apóstoles, santos y mártires cristianos, la ciudad había sido durante mucho tiempo un destino para los peregrinos cristianos.
El tour de las siete iglesias fue emprendido de manera informal a principios de los años 1540 por San Felipe Neri y algunos de sus discípulos. San Ignacio de Loyola, un amigo cercano de Felipe Neri, hizo la peregrinación de las siete iglesias el 22 de abril de 1541, con cinco cofundadores compañeros de la Compañía de Jesús. Ese día, los primeros seis jesuitas hicieron su profesión religiosa definitiva en la capilla del Santísimo Sacramento de la Basílica de San Pablo Extramuros.
Cobró impulso durante el Año Jubilar de 1550 y se convirtió en una práctica estable y organizada desde 1559. Originalmente, la peregrinación duraba dos días (Miércoles y Jueves Santo), y fue concebida específicamente como una alternativa al carnaval profano.
En 1575, la peregrinación a las siete iglesias se convirtió en requisito para obtener la indulgencia plenaria del Jubileo. Su recorrido se hará entonces durante todo el año y no sólo el Jueves Santo, como pre-Cuaresma. Las exigencias disminuyeron durante el post-jubileo en 1575.
Las siete iglesias ya aparecieron enumeradas en la guía de Girolamo Franzini de 1595, Le cose Maravigliose dell'alma citta de Roma, en el siguiente orden: San Juan de Letrán, San Pedro, San Pablo Extramuros, Santa María la Mayor, San Lorenzo Extramuros, San Sebastián y Santa Cruz de Jerusalén.
Giovanni Baglione, en su libro de 1639 Le nove chiese di Roma, lista a su vez nueve iglesias principales, añadiendo algo peculiarmente la iglesia de Santa Maria Annunziata dei Gonfalone y el trío de iglesias conocidas una vez como alle Tre Fontane, y situadas en el lugar del martirio de San Pablo: Santi Vincenzo y Anastasio a Trevi, Santa María Scala Coeli y San Paolo Alle Tre Fontane.
En el año 2000, la bula de la proclamación del Jubileo seguía mencionando todavía esas mismas siete iglesias romanas, junto a los santuarios de Tierra Santa, como lugares cuya visita permite obtener una indulgencia plenaria. Aunque el papa Juan Pablo II, en ocasión de ese Gran Jubileo, sustituyó San Sebastián Extramuros, por el santuario de Nuestra Señora del Divino Amor. Sin embargo, muchos peregrinos siguen prefiriendo las siete basílicas de antes de 2000 y así también asisten a San Sebastián, además de a las iglesias necesarias para la indulgencia.

## El peregrinaje de las siete iglesias
El tour incluye las cuatro basílicas mayores o patriarcales de Roma:
- basílica de San Juan de Letrán, catedral de la diócesis de Roma y cabeza de las iglesias católicas del mundo;
- basílica de San Pedro en la Ciudad del Vaticano, tumba del ápostol San Pedro;
- basílica de San Pablo Extramuros en la Via Ostiense, tumba de Pablo de Tarso;
- basílica de Santa María la Mayor, la iglesia más antigua dedicada a María de Nazareth, madre de Dios;

y dos basílicas menores y un santuario (también basílica menor), que se recogen en orden de prioridad:
- basílica de la Santa Cruz de Jerusalén, que conserva las reliquias de la Pasión;
- basílica de San Lorenzo Extramuros, la tumba de Lorenzo mártir;
- santuario de Nuestra Señora del Divino Amor**
  - antiguamente basílica de San Sebastián Extramuros, la tumba de san Sebastián (mártir), remplazado de la ruta de pereginaje por el papa Juan Pablo II en el Jubileo de 2000.

| Las siete iglesias de peregrinación clásicas de Roma | Las siete iglesias de peregrinación clásicas de Roma | Las siete iglesias de peregrinación clásicas de Roma | Las siete iglesias de peregrinación clásicas de Roma | Las siete iglesias de peregrinación clásicas de Roma | Las siete iglesias de peregrinación clásicas de Roma | Las siete iglesias de peregrinación clásicas de Roma |
| ---------------------------------------------------- | ---------------------------------------------------- | ---------------------------------------------------- | ---------------------------------------------------- | ---------------------------------------------------- | ---------------------------------------------------- | ---------------------------------------------------- |
|                                                      |                                                      |                                                      |                                                      |                                                      |                                                      |                                                      |
| San Giovanni in Laterano                             | San Pedro                                            | San Paolo Fuori le Mura                              | Santa Maria Maggiore                                 | Santa Croce in Gerusalemme                           | San Lorenzo Fuori le Mura                            | San Sebastian                                        |

### El recorrido
El recorrido se puede realizar en un solo día, a pie, desde las 7 de la mañana hasta San Pedro (apertura) y llegando a más tardar a las 19 horas de la tarde a Santa María la Mayor (clausura). Las basílicas mayores están abiertas continuamente durante todo el día. Por supuesto, es también fácil de "acortar" el viaje en transporte público.

#### De San Pedro a San Pablo
Piazza S. Pietro – Borgo s. Spirito – Via dei Penitenzieri que se convierte en Via Porta S. Spirito después Via della Lungara y después Via della Scala – Santa Maria in Trastevere - Via della Lungaretta (cruzando la Via di Trastevere) – Piazza in Piscinula – Isla Tiberina – Lungotevere Pierleoni – Piazza Bocca della Verità – Clivo dei Publicii – Via di S. Prisca – Piazza Albania – Via della Pirámide di Cestio - Porta S. Paolo – Via Ostiense

#### De San Pablo a San Sebastián
Via delle Sette Chiese (a veces en zig-zag, a través del Largo delle Sette Chiese después la Via Cristoforo Colombo) – Catacumbas (cerradas entre 12:00 y 14:30, alternativamente, en ciertos días de la semana) Santa Domitila, San Sebastián y San Calixto.

#### De San Sebastián a Letrán
Catacumbas de San Calixto – Quo Vadis – Via Appia Antica - Porta S. Sebastiano – Via di Porta S. Sebastiano - Piazzale Numa Pompilio – Via Druso – Via della Navicella – Parque de la Villa Celimontana – Via S. Stefano Rotondo.

#### De Letrán a Santa Cruz
Piazza de Porta S. Giovanni – Viale Carlo Felice.

#### De Santa Cruz a San Lorenzo
Piazzale di Porta Maggiore – Porta Prenestina ( (luego pasó por debajo del ferrocarril) – Viale Scalo S. Lorenzo – Via del Verano o Via dei Reti – Piazzale del Verano / Piazza S. Lorenzo.

#### De San Lorenzo a Santa María la Mayor
Via Tiburtina – paso por debajo del ferrocarril - Iglesia de Santa Bibiana – Via Giovanni Giolitti – Via Lamarmora – Piazza Vittorio Emanuele II – Via Carlo Alberto.

## Las primeras guías de viaje a Roma
Inicialmente las guías de Roma se centraban en describir los lugares religiosos. Aunque estos lugares siguieron teniendo importancia, en el siglo XVIII, la ilustre historia, así como su envidiada posesión de tesoros del arte italiano, también atrajeron a los peregrinos culturales del Grand Tour de Europa, que casi siempre incluía la ciudad de Roma. Uno de los primeros proponentes del destino fue Richard Lassels en su libro de 1670, Voyage to Italy. (Esos viajes culturales hoy se considerarían bajo el concepto de turismo.) Los libros de guía habían existido ya desde la antigüedad; por ejemplo; el periplo , o la narrativa de los tratados de las navegaciones alrededor de, que describían los puertos o puntos de desembarque, y las distancias entre ellos. También hubo una descripción del Imperio romano, escrita en verso por Dionisio Periegetes. Además, se escribieron guías que describían cómo visitar sitios en Tierra Santa, ya en el siglo IV (ver Itinerarium Burdigalense).
La Roma cristiana, sin embargo, había sido también un objetivo independiente de peregrinos y viajeros. Las primeras guías para la Roma medieval, y entre las primeras de tales guías en Europa, fueron compiladas en el siglo XII para hacer frente a la necesidad de los viajeros a Roma. Sirvieron para cartografiar una ciudad llena de edificios e iglesias monumentales, y que durante siglos había estado en constante cambio, enterrando y descubriendo, arrasando y luego reconstruyendo o edificando de nuevo. Algunas de los guías fueron escritas por residentes locales y otras por visitantes en tránsito, que pudieran considerarse literatura de viajes en lugar de libros guías. Hay tendencias generales a los guías, que los cambios de espejo de la sociedad: las guías de antes de la mitad del siglo XVIII estaban destinadas a aquellos que hacían una peregrinación religiosa, mientras que las posteriores iban dirigidas a visitantes con interés cultural en la antigüedad y el arte, mientras mantenían a distancia los enfoques devocionales.
Por último, aumentó el interés por la posesión de Vedute de antiguos monumentos y paisajes urbanos. Se añadieron a las fuentes de información (o recuerdo) de la geografía del lugar tanto pinturas como colecciones de grabados, por ejemplo, los grabados del siglo XVIII de Vasi y Giovanni Battista Piranesi. Las guías modernas surgieron en el siglo XIX con empresas cosmopolitas y editores atentos a los viajeros, como las Baedeker, las Blue Guides de John Murray y las Guía Michelin.
Estas guías pioneras ahora desempeñan un papel en los estudios acerca de la historia de Roma, sobre su entonces presente y su pasado. Entre las guías premodernas o itinerarios a Roma, destacan las siguientes:
- Mirabilia Urbis Romae (1140's), anónimo.
- Descriptio urbis Romae (ca.1433), Leon Battista Alberti
- Roma Instaurata  (escrito en 1444, impreso en 1481), Flavio Biondo
- Franzini, Girolamo (1595). Le cose Maravigliose dellalma citta de Roma. Guglielmo Facciotto, Roma.
- Gioioso, Antonio Maria (1608). Le cose Maravigliose dellalma citta de Roma. Guglielmo Facciotto, Roma.
- Anonymous (1670). Guida Angelica Perpetua per visitar le chise , che sono dentro e fuori di Roma. il Moneta, Roma.
- Studio di Pittura scoltura et architettura nelle Chiese di Roma (1674), Abate Filippo Titi.
- Sebastiano, Pietro de' (1683). Viaggio Curioso di Roma Sagra e Profana Gentile, per contentare i Forastieri. il Moneta, Roma.
- Sebastiano, Pietro de' (1683). Viaggio Curioso de Palazzi e ville più notabile di Roma. il Moneta, Roma.
- Antiquae Notitia or the antiquities of Rome en dos partes. (1713), Basil Kennett.
- Traité Des Antiquitées de Rome, et de ce qui s'y trouve aujourdui, Volumen 3 (1725) Giovanni Pietro Pinaroli.
- Le Cose maravigliose della Citta di Roma con gran studio ricercate, dove si tratta delle chiese, Sazioni, Reliquie, e Corpi Santi, (1750), anónimo.
- Índice istorico del gran prospetto di Roma: ovvero Itinerario Istruttivo. (1765) Giuseppe Vasi.
- Nuova Descrizione di Roma Antica e Moderna e de suoi Contorni, Volumen 1 (1820), Carlo Fea.
- Guida metodica di Roma e suoi contorni: dividida en 4 partes (1836), Giuseppe Melchiorri.